# هوندا سي بي1100 إف
''هوندا سي بي1100 إف(بالإنجليزية: Honda CB1100F)‏ هي دراجة نارية من تصنيع هوندا.